# Monokulär syn
Monokulär syn innebär att en organism antingen blott har ett öga eller har fler än ett öga, men att dessa ej arbetar tillsammans. Fåglar med ögonen på huvudets sidor använder ett öga åt gången för att studera saker i sin närhet. Monokulär syn ger sämre avståndsbedömning än binokulär syn, speciellt vid korta avstånd. Den bristen kompenseras delvis med lämpliga huvudrörelser. På längre avstånd minskar skillnaden mellan monokulär syn och binokulär syn.
Ett monokulärt instrument är ett optiskt instrument, som är avsett för seende med ett öga i sänder.